# Häfeleinsbrunnen
Koordinaten: 49° 31′ 6,9″ N, 10° 24′ 48,3″ O
Der Häfeleinsbrunnen ist eine Gipskarstquelle bei Bad Windsheim in Bayern.

## Beschreibung
Der Häfeleinsbrunnen liegt nordwestlich des Bad Windsheimer Gemeindeteils Külsheim unmittelbar am Kühwasengraben. Es handelt sich um einen kleinen Quelltrichter mit verhältnismäßig starker Schüttung. Die hohe elektrische Leitfähigkeit weist auf einen hohen Anteil an gelöstem Gips im Wasser hin. Das glasklare Quellwasser mündet nach wenigen Metern in den Kühwassergraben, einen Zufluss der Aisch.
Die Quelle ist vom Bayerischen Landesamt für Umwelt als Geotop 575Q002 ausgewiesen. Siehe hierzu auch die Liste der Geotope im Landkreis Neustadt an der Aisch-Bad Windsheim.